# José Luis Monreal
José Luis Monreal Sotillo (Madrid, Comunidad de Madrid, España, 10 de abril de 1943, 12 de febrero de 2016) es un exfutbolista español que se desempeñaba como defensa. Es el padre del también futbolista Antonio Monreal Rodríguez.

## Clubes
| Club                  | País   | Año       |
| --------------------- | ------ | --------- |
| Club Deportivo Málaga | España | 1967-1977 |